# Negeta nivea
Negeta nivea är en fjärilsart som beskrevs av George Francis Hampson 1902. Negeta nivea ingår i släktet Negeta och familjen trågspinnare. Inga underarter finns listade i Catalogue of Life.